# Burg Guteneck
Die abgegangene Burg Guteneck war eine spätmittelalterliche Spornburg im gleichnamigen Ortsteil von Johanniskirchen im niederbayerischen Landkreis Rottal-Inn von Bayern. Die Anlage wird als Bodendenkmal unter der Aktennummer D-2-7443-0035 im Bayernatlas als „Burgstall des späten Mittelalters (Guteneck) mit zugehörigem Wirtschaftshof“ geführt.

## Geschichte
Es wird vermutet, dass Guteneck von den Grafen Ortenburg von Haidenburg aus gegründet worden ist. Dies könnte allerdings erst um 1330 der Fall gewesen sein, als die Tochter des Alram von Hals den Grafen Heinrich IV. von Ortenburg geheiratet hat. Allerdings gibt es frühere Belege für die Existenz von Guteneck. 1302 ist bereits ein oppidum in Guteneck bezeugt. Die ältesten Besitzer sind die Reinholde von Pörndorf, die sich seit dem Ende des 13. Jahrhunderts auch zu Guteneck (1317 bis 1396) nennen. 1317 ist ein Reinolt von Guteneck bezeugt. Dieser gibt mit Zustimmung des Herzogs Heinrich von Bayern einen halben Hof zu Sunnpach (= Simbach am Inn) an das Kloster Raitenhaslach. Dieser Reinolt wird nochmals 1331 genannt. Die Gläubiger des Wynhart Reinold von Guteneck, Friedrich Stachel und Andrä Ys[s]el von Oberndorf, haben nach 1392 die Feste Guteneck eingezogen und 1410 an Wilhelm Fraundorfer verkauft.
1446 ging die Burg Guteneck samt der Hofmark Dummeldorf durch Kauf an Hans Zaunrieder über. Diese Zaunrieder sind auf Guteneck bis 1508 nachweisbar. Dann verkaufte Georg Zaunried Guteneck zusammen mit Dummeldorf an Hans Closen zu Arnstorf. Dessen Sohn veräußerte den Besitz (vermutlich 1522) an die Brüder Hans und Caspar Offenheimer. Im 16. Jahrhundert blieb Guteneck im Eigentum der Offenheimer. 1599 waren als Eigentümer der Hofmarken Guteneck und Dummeldorf Eustach, Hans und Georg Offenheimer sowie die beiden verwitweten Schwestern Sophia und Johanna Zeller sowie Sidonia von Elreching eingetragen. Sidonia hat dann die Hälfte von Guteneck erworben. 1604 wurden Guteneck und Dummeldorf den genannten Brüdern Offenheimer sowie dem Christoph von Elreching zugeschrieben. Letzterer hatte seine Hälfte über die Heirat mit Sidonia, geborene Hauzenberger, erhalten. Nach dem Ableben der Sidonia ging ihr Teil an ihre Tochter Anna Maria, verheiratete von Neuhaus, über. 1608 verkaufte Hans Georg Offenheimer seinen halben Teil an Guteneck und Dummeldorf an Hilpolt von Neuhaus, dem Gemahl der Anna Maria. Herzog Maximilian von Bayern hatte 1605 dem Hilpolt von Neuhaus wegen seiner Verdienste als Pfleger von Neumarkt kundgetan, ihm durchgehent Edelmanyfreyheit und Nidergerichtsbarkeit, auf ine und seine Eheliche Erbe absteigender Linie zu bewilligen. Spätestens 1619 war Hilpolt von Neuhaus alleiniger Besitzer von Guteneck, Dummeldorf und Eitting. Nach dem Tod des Veit Hans von Neuhaus musste ein Gantverfahren über dessen Besitzungen eröffnet werden und so kaufte 1680 Gottfried Wilhelm Graf von Rheinstein zu Tattenbach die Neuhauserischen Güter. 1802 kamen diese Güter auf dem Erbweg an die Arco-Valley. Danach verfiel das Schloss, wurde unbewohnbar und wurde ab 1830 abgetragen. 1848 verkaufte Graf Arco-Valley die Reste von Schloss Guteneck und dessen Gründe an den Wirt Pott.

## Burg Guteneck heute

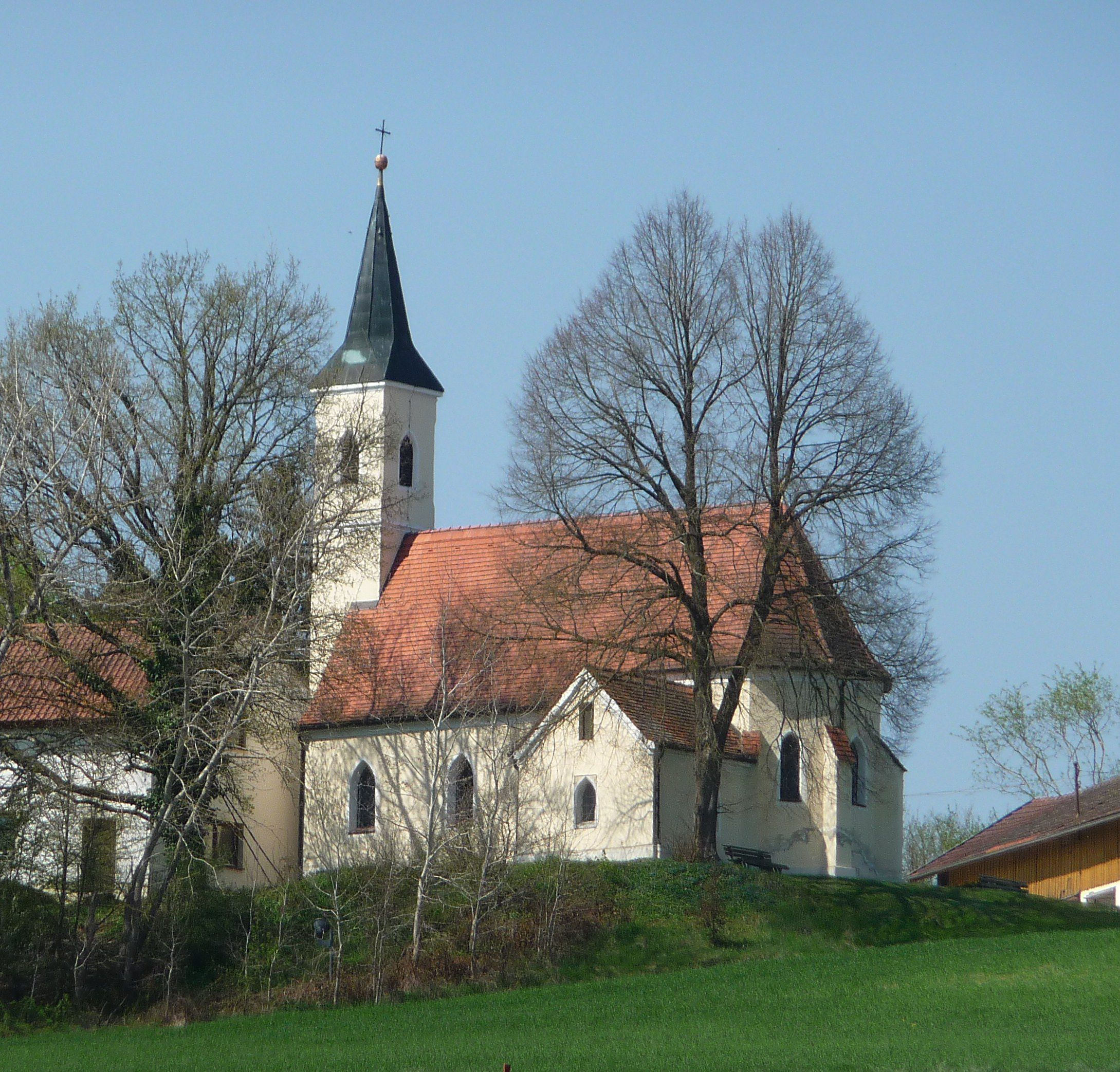
Wallfahrtskirche Maria Himmelfahrt in Guteneck

Von der abgegangenen Burg ist noch ein mehrteiliger, 200 × 100 Meter großer Burgstall mit Gräben und Wällen erhalten. Zudem ist die sich hier befindliche Filialkirche Mariae Himmelfahrt zu erwähnen, die als Schlosskirche um 1470 erbaut wurde. In dieser befindet sich ein spätgotischer Hochaltar mit einer Predellagruppe, die aus Sandstein besteht und in den Altarschrein eingearbeitet ist; diese zeigt die Vermählung des Jesuskindes mit der heiligen Katharina.